# Andreas Thorkildsen
Andreas Thorkildsen, född 1 april 1982 i Kristiansand i Norge, är en norsk före detta spjutkastare med ett personligt rekord på 91.59.
Han blev olympisk mästare 2004 i Aten och 2008 i Peking där han noterade nytt olympiska rekord med 90,57 meter. Han tog även silver i samma gren vid Världsmästerskapen i Helsingfors 2005 och 2007 i Osaka.
Efter OS-guldet 2004 tilldelades Thorkildsen Norska sportjournalisternas statyett och Fearnleys olympiske ærespris. Han tilldelades Norska sportjournalisters statyett även 2008.
Thorkildsen blev även europamästare i Göteborg 2006 genom att kasta 88,78 meter samt i Barcelona 2010 på 88,37 meter. 
Vidare deltog han vid VM 2009 i Berlin, där han för första gången blev världsmästare efter ett kast på 89,59 meter. 
Torkildsen är således dubbel olympisk mästare, dubbel europamästare och världsmästare. Den enda spjutkastaren med fler mästerskapsguld är världsrekordhållaren Jan Železný.

## Resultatutveckling
- 1999 - 72,11
- 2000 - 77,48
- 2001 - 83,87
- 2002 - 83,43
- 2003 - 85,72
- 2004 - 86,50
- 2005 - 89,60 (Norskt Rekord)
- 2006 - 91,59 (Norskt Rekord)
- 2007 - 89,51
- 2008 - 90,57 (Olympiskt Rekord)
- 2009 - 91,28
- 2010 - 90,37
- 2011 - 90,61
- 2012 - 84,71